# Nagymaros
Nagymaros je mesto na Madžarskem, ki upravno spada v podregijo Váci Županije Pešta.